# Incidente UFO di Voronež
L’incidente UFO di Voronež è un presunto avvistamento di UFO collegato ad un incontro ravvicinato con un umanoide, che sarebbe avvenuto nel 1989 a Voronež in Unione Sovietica. 

## Cronologia degli eventi
Il 4 ottobre 1989 Vladimir Lebedev, corrispondente da Voronež dell’agenzia di stampa TASS, segnalò la notizia dell’atterraggio di un UFO avvenuto nella città sovietica qualche giorno prima (il 27 settembre), a cui avrebbe assistito un gruppetto di una decina di ragazzi, quasi tutti di età compresa fra i 11 e i 14 anni. L’agenzia non divulgò la notizia dell’avvistamento, ma Lebedev inviò una nuova segnalazione il 9 ottobre, affermando che alcuni scienziati avrebbero confermato l’atterraggio. Il giorno successivo la TASS diede la notizia, che fu ripresa da diversi giornali sovietici e anche dalla televisione.
Secondo il racconto apparso sui giornali, il 27 settembre alle 18:30 un gruppetto di una decina di ragazzi usciti da scuola si trovava in un parco cittadino di periferia per giocare a calcio, quando vide in cielo una luce di colore rosa e poi rosso, che scendeva giù; avvicinandosi al terreno, la luce diventò una sfera di colore scuro. L’oggetto si fermò a circa quattro metri dal suolo, quindi risalì in alto per poi scendere e finalmente atterrare. Dalla sfera scese un umanoide alto fra i tre e i quattro metri, rivestito da una tuta color argento e stivali color bronzo; la sua testa era di piccole dimensioni, senza collo, con tre occhi neri. Insieme all’umanoide scese un piccolo robot. Uno dei ragazzi gridò per la paura, ma gli occhi dell’umanoide divennero brillanti e il ragazzo rimase paralizzato, quindi lo strano essere risalì sulla sfera insieme al robot e sparì. Dopo cinque minuti la sfera ritornò e l’umanoide scese impugnando un tubo lungo circa 50 centimetri, che puntò contro un altro ragazzo di 16 anni; dal tubo uscì un raggio luminoso e il ragazzo svanì. L’umanoide risalì sulla sfera che decollò e poco dopo il ragazzo riapparve, senza ricordare nulla.
La notizia dell’atterraggio si diffuse in città e dopo esserne venuto a conoscenza Lebedev intervistò i ragazzi. I giornali resero noti solo i nomi di tre dei ragazzi del gruppetto. All’atterraggio avrebbero assistito solo i ragazzi ma altri testimoni avrebbero visto l’UFO, tra cui il sergente di polizia Sergej Matveev e alcuni cittadini adulti che aspettavano l’autobus in una fermata vicino al parco. Il dott. Genrich Silanov, direttore del Laboratorio geofisico di Voronež, dichiarò al corrispondente della TASS di avere localizzato il sito dell’atterraggio tramite il metodo della biolocazione e di avere trovato sul posto una depressione circolare con quattro fori più profondi disposti a croce e due pezzi di roccia rossa non identificata. Il giornalista A.S. Bulancev dell’agenzia TASS diede in seguito la notizia che sul luogo era stato riscontrato un livello anomalo di radioattività e un intenso campo magnetico; inoltre, le impronte sul terreno sembravano causate da un oggetto pesante qualche tonnellata. Il corrispondente da Voronež del giornale Sovetskaja Kultura, E. Efremov, affermò che i racconti dei ragazzi non presentavano contraddizioni e i testimoni apparivano ancora spaventati. Alcuni ragazzi fecero disegni che descrivevano la loro esperienza.

## Indagini
La notizia dell’avvistamento fu pubblicata anche dai giornali occidentali. Nei giorni successivi apparvero versioni differenti in alcuni particolari: alcuni giornali riferirono che l’UFO non aveva la forma di una sfera ma un disco o di una banana, mentre il giornale Molodež Estonii (Gioventù dell’Estonia) in un articolo redatto dal proprio corrispondente riferì che dopo la discesa dell’umanoide e del robot avrebbero fatto una breve apparizione altri due umanoidi. Alcuni aspetti del caso lasciarono perplessi anche diversi ufologi, che notarono nel racconto dei ragazzi la presenza di elementi fantastici presenti nei film di fantascienza (robot, armi a raggi, persone che svaniscono).
La stranezza del caso indusse a indagare ufologi, giornalisti e scienziati. Fu accertato che il dott. Silanov non era uno scienziato ma un ufologo e che la struttura da lui diretta era un laboratorio privato; inoltre, il metodo della biolocalizzazione da lui usato non era altro che la radioestesia, una tecnica paranormale. Lo stesso Silanov smentì che le pietre rosse da lui trovate fossero di natura sconosciuta: si trattava semplicemente di pezzi di ematite. L’ufologo affermò inoltre che anche altre informazioni riportate dalla TASS non erano quelle originariamente comunicate da lui. Si cercarono altri testimoni dell’avvistamento dell’UFO ma fu trovata solo la madre di uno dei ragazzi, che riferì di avere visto una luce rossa e gialla sui tetti delle case mentre si trovava ad una festa di famiglia; la mancanza di altri testimoni sembrò strana, perché la zona attorno al parco era densamente popolata, essendoci numerosi edifici di edilizia popolare. I cittadini che aspettavano l’autobus furono rintracciati e confermarono di avere visto l’UFO, ma indicarono date diverse (tra il 21 e il 26 settembre vi furono in città diversi avvistamenti di UFO). I giornalisti cercarono di rintracciare i ragazzi, ma la televisione di stato non riuscì ad avvicinarli a causa di un divieto delle famiglie. Successivamente si recarono sul posto gli inviati del giornale Moskovskie Novosti: i testimoni dovevano essere solo una decina, ma i ragazzi che al parco si presentarono ai giornalisti erano in numero maggiore e tutti dissero di avere assistito all’avvistamento e si dichiararono disponibili ad essere intervistati.
La TASS fu oggetto di molte critiche e, pur difendendo il proprio operato, ammise che nel suo comunicato potrebbe esserci stata qualche esagerazione; a sua volta, il giornalista Lebedev affermò che era possibile che alcune persone adulte abbiano aggiunto alcuni dettagli al racconto dei ragazzi.
La Commissione Scientifica dell’Unione Sovietica ordinò un’inchiesta ufficiale. Il 28 ottobre l’agenzia France Press pubblicò la notizia che una commissione diretta dal vice rettore dell’Università di Voronež, Igor' Sarocev, aveva condotto un’indagine sul sito del presunto atterraggio senza trovare nulla di rilievo: nessun livello anomalo di radiazioni (solo un leggero aumento spiegabile con l’incidente di Černobyl'); nessuna anomalia magnetica; le impronte sul terreno non presentavano anomalie che potessero fare pensare all’atterraggio di un veicolo non identificato.
In pratica, gli elementi a sostegno dell’avvistamento si riducono alle testimonianze dei ragazzi. L’ufologo russo Boris Šurinov ha dichiarato che il caso di Voronež “è collassato come un castello di carte e i giornalisti che si sono recati sul posto si sono trovati faccia a faccia con ragazzi che avevano il desiderio di essere intervistati ed erano pronti a dichiararsi essi stessi testimoni”. Šurinov spiegò inoltre che il simbolo del pianeta Ummo, simile alla lettera Ж (že) dell'alfabeto cirillico e presente nel disegno di uno dei ragazzi, era stato disegnato da uno di essi che non era con gli altri al momento dell'avvistamento. Il ragazzo aveva riprodotto il segno visto in una foto che gli aveva mostrato un ufologo di Voronež e che raffigurava un UFO avvistato nel 1967 in Spagna; l'ufologo russo non sapeva però che la foto, in seguito ad analisi più approfondite, era stata ritenuta truccata.
Anche se il caso di Voronež esce ridimensionato rispetto alle prime notizie, gli ufologi rilevano comunque che nel 1989 sono stati segnalati in Unione Sovietica numerosi avvistamenti di UFO, comprendenti anche alcuni atterraggi seguiti da incontri ravvicinati con umanoidi.